# Comté d'Honolulu
Pour la ville, voir Honolulu.
Le comté d'Honolulu (anglais: « The City and County of Honolulu ») est un des quatre comtés principaux de l'État d'Hawaï. Il comprend toute l'île d'Oahu et les îlots au nord-ouest de l'île de Niihau qui ne font pas partie des autres comtés. Les quatre autres comtés sont ceux de Hawaï, Kalawao, Kauai, et Maui.
En Hawaï, quand on dit « Honolulu », on comprend que l'on parle de la ville d'Honolulu — c'est-à-dire la partie urbaine de l'île sur la côte sud. Les autres municipalités à Oahu, y compris Aiea, Kailua, Mililani et Waipahu ont leurs identités distinctes, mais elles ne sont pas politiquement indépendantes du comté d'Honolulu. Pour faire référence au comté et non pas seulement à la ville, on se sert de son nom officiel en anglais, « The City and County of Honolulu » ou la version courte : « The City and County ».

## Géographie

### Comtés adjacents
| Nord-Ouest : Comté de Kauai | Nord : Océan Pacifique | Nord-Est : Océan Pacifique |
| Ouest : Océan Pacifique     | Comté de Honolulu      | Est : Océan Pacifique      |
| Sud-Ouest : Océan Pacifique | Sud : Océan Pacifique  | Sud-Est : Comté de Maui    |

### Composition
voir palette

## Démographie
| Groupe                           | Comté d'Honolulu | Hawaï | États-Unis |
| -------------------------------- | ---------------- | ----- | ---------- |
| Asiatiques                       | 43,9             | 38,6  | 4,8        |
| Métis                            | 22,4             | 23,6  | 2,9        |
| Blancs                           | 20,9             | 24,7  | 72,4       |
| Océaniens                        | 9,5              | 10,0  | 0,2        |
| Afro-Américains                  | 2,0              | 1,6   | 12,6       |
| Autres                           | 1,1              | 1,3   | 6,2        |
| Amérindiens                      | 0,3              | 0,3   | 0,9        |
| Total                            | 100              | 100   | 100        |
|                                  |                  |       |            |
| Hispaniques et Latino-Américains | 8,1              | 8,9   | 16,7       |

Selon l'American Community Survey pour la période 2006-2010, 71,73 % de la population âgée de plus de 5 ans déclare parler l'anglais à la maison, 8,25 % une langue polynésienne, 5,10 % le tagalog, 4,73 % le japonais, 3,32 % une langue chinoise, 1,95 % le coréen, 1,87 % l'espagnol, 0,98 % le vietnamien, et 4,02 % une autre langue.
| 1900   | 1910   | 1920    | 1930    | 1940    | 1950    |
| ------ | ------ | ------- | ------- | ------- | ------- |
| 58 504 | 81 993 | 123 496 | 202 887 | 257 696 | 353 020 |

| 1960    | 1970    | 1980    | 1990    | 2000    | 2010    |
| ------- | ------- | ------- | ------- | ------- | ------- |
| 500 409 | 629 176 | 762 565 | 836 231 | 876 156 | 953 207 |

## Sites et bâtiments remarquables
- Waimalu Shopping Center, centre commercial ouvert en 1963 à Waimalu, inscrit au Registre national des lieux historiques.